# Anton Günther (Philosoph)

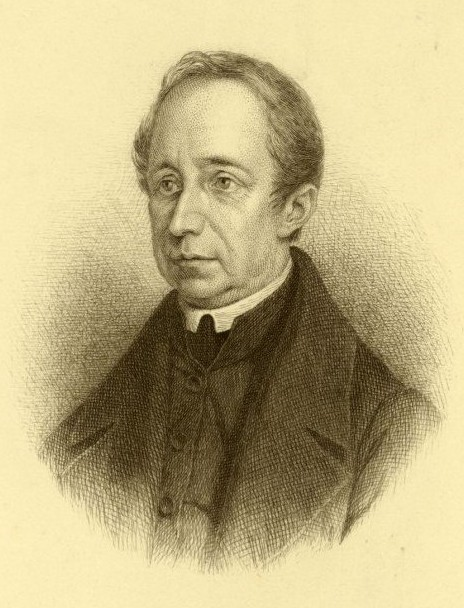
Anton Günther

Anton Günther (* 17. November 1783 in Lindenau (Lindava), heute Stadtteil von Cvikov; † 24. Februar 1863 in Wien) war ein österreichischer Philosoph und Theologe.

## Leben
Der Sohn eines Dorfschmieds studierte Jura und Philosophie in Prag und Wien bei Bernard Bolzano und Klemens Maria Hofbauer. Abschließend erlangte er durch die erfolgreiche Promotion den Titel eines Dr. theol. Nach der Priesterweihe im Jahre 1821 wurde er Novize der Gesellschaft Jesu in Starawieś in Galizien.
Er verließ aber nach zweijährigem Noviziat den Jesuitenorden, der ihm zu autoritär erschien, und kehrte 1824 nach Wien zurück, wo er als Privatgelehrter tätig wurde. Hier schuf er eine neue katholisch philosophische Lehre, Güntherianismus genannt, die hauptsächlich in einer rationalen Begründung des Christentums und einer fundierten Anthropologie bestand. Sein Hauptziel war es, die Neuscholastik als allein mögliche katholische Philosophie zu verhindern. Ein wichtiger Begleiter in dieser Zeit war Johann Heinrich Pabst, der zeitgenössisch auch als das „zweite Ich“ Günthers bezeichnet wurde. 1852 wurde er zum auswärtigen Mitglied der Bayerischen Akademie der Wissenschaften gewählt.
1857 wurden seine Schriften auf den Index der verbotenen Bücher der katholischen Kirche gestellt. Auf Betreiben von Kardinal Geissel und des Theologen Josef Kleutgen und nach Gutachten von Rudolf von Smetana verdammte Papst Pius IX. Günthers Lehre in dem Schreiben Eximiam Tuam am 15. Juni 1857. Günther unterwarf sich dem päpstlichen Urteilsspruch.

## Rezeption
Günthers Lehre gewann in den Jahren von 1830 bis 1870 großen Einfluss. Zu von ihm beeinflussten Philosophen und Theologen zählen Johann Nepomuk Ehrlich, Karl Werner, Johann Heinrich Löwe, Jakob Zukrigl, Xaver Schmid, Jakob Merten, Theodor Gangauf OSB, Johann Spörlein, Georg Karl Mayer, Peter Knoodt, Peter Joseph Elvenich, Johann Baptist Baltzer, Joseph Hubert Reinkens, Wilhelm Kaulich und Matthäus Hörfarter.
Günther wurde von katholischer Seite „Semirationalismus“ vorgeworfen. Gegen ihn schrieben u. a. Johann Hast, Wenzeslaus Mattes, Ildephons Sorg OSB, Johann Oischinger, Franz Xaver Dieringer, Franz Jakob Clemens, Friedrich Michelis, Johann Adam Hitzfelder, Joseph Kleutgen, Johannes Katschthaler.
Nach Günthers Verurteilung nahmen einige seiner Schüler Modifikationen am Lehrsystem vor, manche wandten sich auch dem Altkatholizismus zu.
Im Jahr 1875 wurde in Wien-Alsergrund (9. Bezirk) die Günthergasse nach ihm benannt.

## Werke
- Vorschule zur speculativen Theologie des positiven Christentums. (2 Bände) Wallishausser, Wien 1828–1829. (Digitalisat Band 1), (Band 2)
- Süd- und Nordlichter am Horizont speculativer Theologie. Mechitaristen-Congregations-Buchhandlung, Wien 1832. (Digitalisat)
- mit Johann Heinrich Pabst: Janusköpfe für Philosophie und Theologie. Wallishausser, Wien 1834. (Digitalisat)
- Der letzte Symboliker. Eine durch die symbolischen Werke Dr. J. A. Möhlers und Dr. F. C. Baurs veranlasste Schrift in Briefen. Wallishausser, Wien 1834. (Digitalisat)
- Thomas a scrupulis. Zur Transfiguration der Persönlichkeitspantheismen neuester Zeit. Wallishausser, Wien 1835. (Digitalisat)
- Die Juste-Milieus in der deutschen Philosophie gegenwärtiger Zeit. Beck, Wien 1838. (Digitalisat)
- Eurystheus und Herakles. Metalogische Kritiken und Meditationen. Beck, Wien 1843.
- Lydia, Philosophisches Jahrbuch, 5 Bände von 1849–1854, zusammen mit Johann Emanuel Veith herausgegeben.
- Gesammelte Schriften, 9 Bände, 1882, Neuauflage 1968 in Frankfurt am Main
- Anti-Savarese, hrsg. von Peter Knoodt, Wien 1883.

Späte Schriften:
- Joseph Pritz (Hrsg.): Wegweisung zur Theologie. Briefe Anton Günthers an Johann Nepomuk Ehrlich mit einer Einleitung, Wiener Beiträge zur Theologie 37, Wien 1971.
- Johann Reikerstorfer (Hrsg.): Lentigos und Peregrins Briefwechsel und Anti-Savarese, 1978 (zuerst 1857 gedruckt, aber nur im Bekanntenkreis verbreitet, 1883 von Knoodt neu aufgelegt, s. o.).